# Anders Knape
Klas Anders Knape, född 7 juli 1955 i Karlstad, är en svensk moderat politiker. Knape var kommunalråd i Karlstads kommun 1988–2007, varav åren 1991–1994 och 2001–2002 som kommunstyrelsens ordförande. Han var därefter ordförande för Sveriges kommuner och landsting/Sveriges Kommuner och Regioner 2007–2015 och 2019-2022. Han valde under 2022 att avsäga sig samtliga politiska uppdrag efter att han blivit anklagad för sexköp, vilka han själv förnekar skulle ha inträffat. Sexköputredningen mot Knape lades ner.

## Uppväxt och tidiga engagemang
Anders Knape föddes i Karlstad, och efter en kortare tid på Hammarön återvände familjen till staden som Knape sedan dess varit trogen. Han gick på Tingvallagymnasiet och fick som 19-åring åka till ett seminarium i Berlin, vilket väckte Knapes engagemang för internationella frågor.
Knape gjorde sin militärtjänst vid Värmlands regemente (I2). Därefter studerade han vid Högskolan i Karlstad, men avslutade sina studier utan examen. Han var ordförande för Karlstad Studentkår 1978–1979.
Inför folkomröstningen om kärnkraften 1980 var Knape kampanjledare i Värmland för Energi för Sverige - Linje 1.

## Kommunala och landstingskommunala uppdrag
Vid 21 års ålder valdes Anders Knape in i kommunfullmäktige i Karlstads kommun i 1976 års val. Sedan dess har han återvalts vid varje val. När de borgerliga partierna fick egen majoritet i kommunen vid valet 1985 fick Knape heltidsjobb i stadshuset, som assistent till moderata kommunalrådet Lennart Pettersson. Sedan dess har Knape varit heltidspolitiker.
Mellan 1979 och 1988 satt Knape även i landstingsfullmäktige i Värmlands län, men lämnade uppdraget när han 1988 efterträdde Petterson som moderat kommunalråd i Karlstad. Under sina 19 år som kommunalråd har Knape verkat både i majoritet och opposition. Han lämnade posten 2007.
Han valdes 2014 till kommunfullmäktiges ordförande i Karlstad och blev omvald till uppdraget 2018.

## Nationella uppdrag
På nationell nivå valdes Knape till vice ordförande i dåvarande Svenska Kommunförbundets styrelse 2000, han behöll uppdraget till 2007 då kommun- och landstingsförbunden slogs samman till den nya organisationen Sveriges Kommuner och Landsting, där han valdes till ordförande. I samband med det lämnade han också uppdraget som kommunalråd i Karlstad.
I sin egenskap av sammankallande i partiets kommunpolitiska grupp är Knape sedan 2003 adjungerad till den moderata partistyrelsen.

## Internationella uppdrag
Genom sina uppdrag inom kommunförbundet har Knape engagerat sig i frågan om regionindelning och regionernas ansvar för samhällsutveckling. Sedan 1992 är han ledamot i Europarådets kongress för lokala och regionala myndigheter, och 2002 blev han vice ordförande för kongressen. Han är också vice ordförande för partigruppen European People's party - Christian Democrats, som är Europarådets motsvarighet till Europeiska folkpartiet verksamt inom EU.
Knapes internationella engagemang har också lett honom till ett uppdrag som rapportör för Europarådet för lokal demokrati i Turkiet. Sedan 1995 är han också ledamot i EU:s regionkommitté.

## Familj
Knape är bosatt i Karlstad med sin sambo. Han har två vuxna barn.